# Rote Säule (Berge)

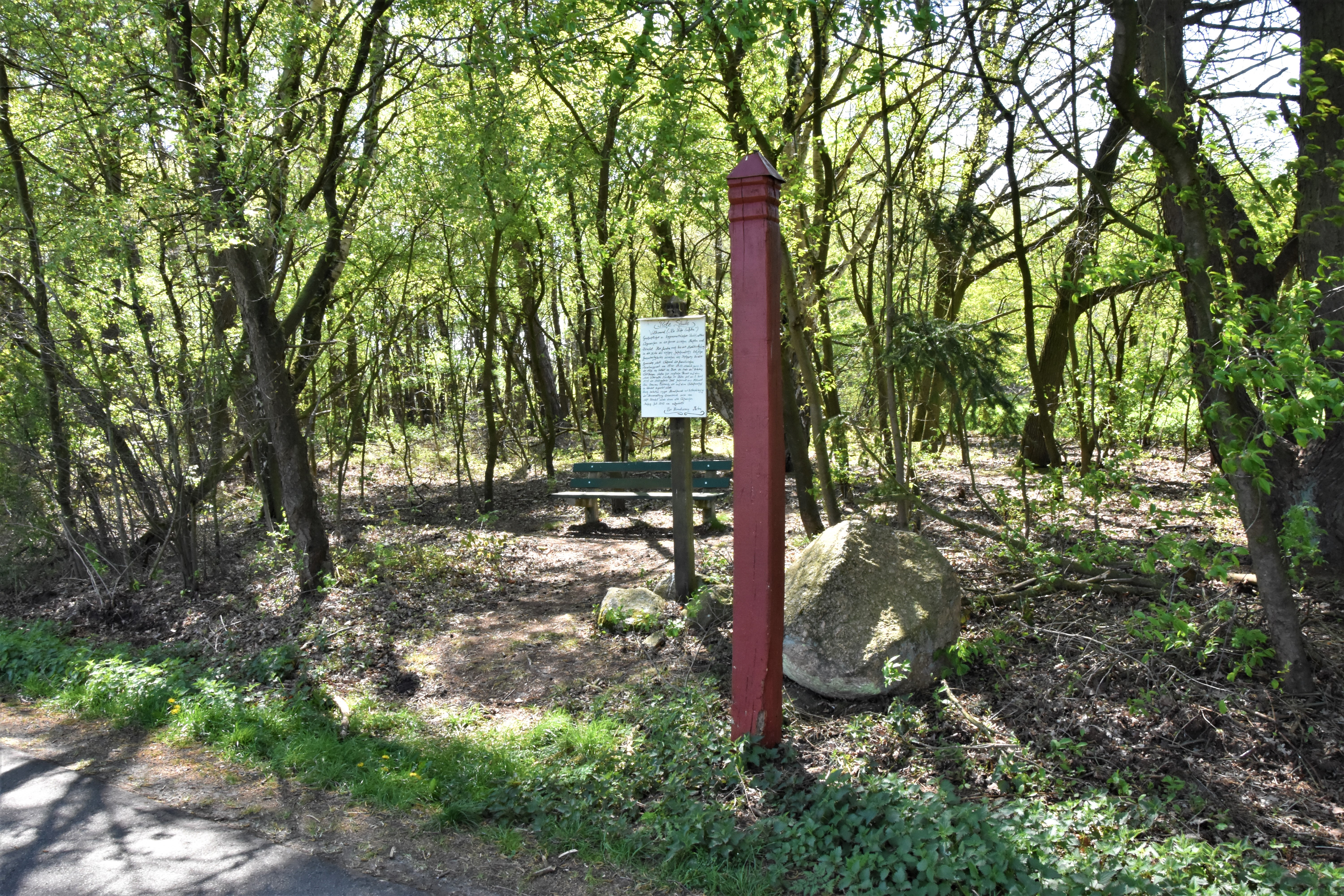
Die Rote Säule

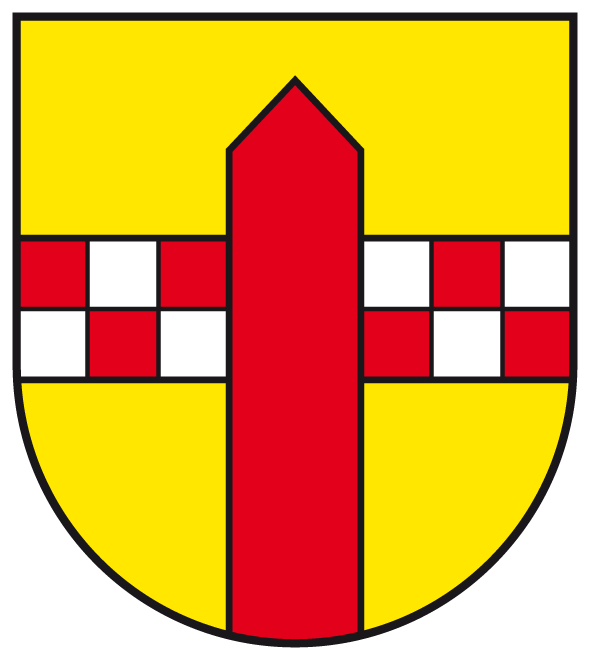
Die Rote Säule auf dem Berger Wappen

Die Rote Säule (plattdeutsch De Rohen Sulen) ist eine Grenzmarkierung in Form eines roten Holzpfahls zwischen den Berger Ortsteilen Anten und Börstel und dem Menslager Ortsteil Hahlen.
Nachdem die Hahlener einen Grenzgraben durch das Hahlener Moor zogen, welchen die Antener nicht anerkannten, kam es zu Streitigkeiten zwischen den Orten. Die Antener verlegten daraufhin den Grenzgraben nach ihren Vorstellungen.
Mehrmals wurde der Grenzgraben zwischen den Orten Hahlen und Anten verlegt, bis es zu einem Kampf zwischen den verfeindeten Parteien kam. Hierbei wurde ein Antener Bauer tödlich verletzt. Im nachfolgenden Prozess in Osnabrück wurde der Grenzverlauf festgelegt und als Grenzmarke die Rote Säule im Juni 1750 errichtet.
Laut einer Sage soll hier ein Soldat Napoleons im Hahlener Moor zwischen 1811 und 1813 ertrunken sein.
Die Rote Säule wurde aufgrund anhaltender Grenzstreitigkeiten zwischen den Bewohnern von Anten und Menslage 1750 aufgestellt. In den 1930er Jahren wurde der Pfahl erneuert, ebenso um 1960.
Nach der Eingemeindung von Anten und Börstel nach Berge wurde die Rote Säule in das Gemeindewappen von Berge aufgenommen.